# Бедешть (Горж)
Бедешть, Бедешті (рум. Bădești) — село у повіті Горж в Румунії. Входить до складу комуни Бренешть.
Село розташоване на відстані 210 км на захід від Бухареста, 41 км на південь від Тиргу-Жіу, 48 км на північний захід від Крайови.

## Населення
За даними перепису населення 2002 року у селі проживали 156 осіб, усі — румуни. Усі жителі села рідною мовою назвали румунську.